# Lancieri Novara 2003
Questa voce raccoglie le informazioni riguardanti i Lancieri Novara nelle competizioni ufficiali della stagione 2003.

## Roster
| Roster dei Lancieri Novara (2003) |
| --- |
| Quarterback - 9 Matteo Grimi Running Back - 40 Luca Cianchi - ? Miccoli - ? Giacobini - ? Canonico Wide Receiver - ? Forconi - ? Miramonti Offensive Linemen Defensive Linemen - ? Bellini Linebacker - ? Zeus Defensive Back - ? Piccirillo Special Team Coaching staff Leonardo Pozzato |

## North Western Conference 2003

### Stagione regolare

#### Andata
| Carezzano 13 aprile 2003 Week 1 | Chargers Novi Ligure | 12 – 20 (0-8 6-0 6-0 0-12) referto                                                  | Lancieri Novara | Campo Comunale |
| \| \| \| \| \| Vertua Q2 (TD) run Vertua Q3 (TD) run \| Marcatori \| Miramonti Q1 (TD) Miccoli Q1 (tpc) rush Giacobini Q4 (TD) run Giacobini Q4 (TD) run \| |                      |                                                                                     |                 |                |
| |                      |                                                                                     |                 |                |
| Vertua Q2 (TD) run Vertua Q3 (TD) run | Marcatori            | Miramonti Q1 (TD) Miccoli Q1 (tpc) rush Giacobini Q4 (TD) run Giacobini Q4 (TD) run |                 |                |

| Novara 27 aprile 2003 Week 2                                                                               | Lancieri Novara | 6 – 12 (2OT) referto                                   | Squali Genova | Campo Comunale, Via della Pace |
| \| \| \| \| \| Canonico (TD) run \| Marcatori \| Papasodero G. (TD) interception return ? (OT) (TD) run \| |                 |                                                        |               |                                |
| |                 |                                                        |               |                                |
| Canonico (TD) run                                                                                          | Marcatori       | Papasodero G. (TD) interception return ? (OT) (TD) run |               |                                |

| Fubine 4 maggio 2003 Week 3 | Centurions Alessandria | 22 – 8 (6-0 0-0 8-0 8-8) referto            | Lancieri Novara | Campo Comunale |
| \| \| \| \| \| Genovese Q1 (TD) 33yd run Forti Q3 (TD) 10yd run Coluzzi Q3 (tpc) rush Coluzzi Q4 (TD) pass da Norato Scarazzini Q4 (tpc) rush \| Marcatori \| Cianchi L. Q4 (TD) 69yd run ? Q4 (tpc) rush \| |                        |                                             |                 |                |
| |                        |                                             |                 |                |
| Genovese Q1 (TD) 33yd run Forti Q3 (TD) 10yd run Coluzzi Q3 (tpc) rush Coluzzi Q4 (TD) pass da Norato Scarazzini Q4 (tpc) rush                                                                               | Marcatori              | Cianchi L. Q4 (TD) 69yd run ? Q4 (tpc) rush |                 |                |

| Milano 11 maggio 2003 Week 4                                                              | Rhinos Milano | 7 – 6 referto     | Lancieri Novara | Campo Sportivo Giuriati |
| \| \| \| \| \| De Antoni (TD) pass da Gheser ? (pat) \| Marcatori \| Grimi M. (TD) run \| |               |                   |                 |                         |
|                                                                                           |               |                   |                 |                         |
| De Antoni (TD) pass da Gheser ? (pat)                                                     | Marcatori     | Grimi M. (TD) run |                 |                         |

#### Ritorno
| Novara 25 maggio 2003 Week 5 | Lancieri Novara | 15 – 36 (7-28 0-0 8-8 0-0) referto | Chargers Novi Ligure | Campo Comunale, via della Pace |
| \| \| \| \| \| Cianchi L. Q1 (TD) 53yd run Miccoli Q1 (pat) Piccirillo Q3 (TD) interception return Cianchi L. Q3 (tpc) rush \| Marcatori \| Vertua Q1 (TD) run Tatonetti Q1 (TD) run Cucaro Q1 (tpc) rush Vertua Q1 (TD) run Tatonetti Q1 (TD) run Bisiani M. Q1 (tpc) rush Tatonetti Q3 (TD) run Bisiani M. Q3 (tpc) rush \| |                 | |                      |                                |
| |                 | |                      |                                |
| Cianchi L. Q1 (TD) 53yd run Miccoli Q1 (pat) Piccirillo Q3 (TD) interception return Cianchi L. Q3 (tpc) rush | Marcatori       | Vertua Q1 (TD) run Tatonetti Q1 (TD) run Cucaro Q1 (tpc) rush Vertua Q1 (TD) run Tatonetti Q1 (TD) run Bisiani M. Q1 (tpc) rush Tatonetti Q3 (TD) run Bisiani M. Q3 (tpc) rush |                      |                                |

| Genova 1º giugno 2003 Week 6 | Squali Genova | 14 – 6 referto                | Lancieri Novara |  |
| \| \| \| \| \| Corrieri (saf) safety Papasodero G. (saf) safety Papasodero G. (saf) safety Bientinesi (TD) run Bientinesi (tpc) rush \| Marcatori \| Forconi (TD) pass da Grimi M. \| |               |                               |                 |  |
| |               |                               |                 |  |
| Corrieri (saf) safety Papasodero G. (saf) safety Papasodero G. (saf) safety Bientinesi (TD) run Bientinesi (tpc) rush                                                                 | Marcatori     | Forconi (TD) pass da Grimi M. |                 |  |

| Novara 8 giugno 2003 Week 7 | Lancieri Novara | 28 – 14 (8-6 6-0 0-0 14-8) referto | Centurions Alessandria | Campo Comunale, via della Pace |
| \| \| \| \| \| Grimi M. Q1 (TD) run Bellini Q1 (saf) safety Miramonti Q2 (TD) 28yd run Grimi M. Q4 (TD) run Miramonti Q4 (tpc) rush Zeus Q4 (TD) 21yd run \| Marcatori \| Genovese Q1 (TD) pass da Norato \| |                 |                                    |                        |                                |
| |                 |                                    |                        |                                |
| Grimi M. Q1 (TD) run Bellini Q1 (saf) safety Miramonti Q2 (TD) 28yd run Grimi M. Q4 (TD) run Miramonti Q4 (tpc) rush Zeus Q4 (TD) 21yd run                                                                   | Marcatori       | Genovese Q1 (TD) pass da Norato    |                        |                                |

| Novara 15 giugno 2003 Week 8 | Lancieri Novara | 0 – 26 referto | Rhinos Milano | Campo Comunale, via della Pace |

## Statistiche di squadra
| Competizione | %Vittorie | In casa | In casa | In casa | In casa | In casa | In casa | In trasferta | In trasferta | In trasferta | In trasferta | In trasferta | In trasferta | Totale | Totale | Totale | Totale | Totale | Totale |
| Competizione | %Vittorie | G       | V       | N       | P       | Pf      | Ps      | G            | V            | N            | P            | Pf           | Ps           | G      | V      | N      | P      | Pf     | Ps     |
| ------------ | --------- | ------- | ------- | ------- | ------- | ------- | ------- | ------------ | ------------ | ------------ | ------------ | ------------ | ------------ | ------ | ------ | ------ | ------ | ------ | ------ |
| Campionato   | .250      | 4       | 1       | 0       | 3       | 49      | 88      | 4            | 1            | 0            | 3            | 40           | 55           | 8      | 2      | 0      | 6      | 89     | 143    |
| Totale       | .250      | 4       | 1       | 0       | 3       | 49      | 88      | 4            | 1            | 0            | 3            | 40           | 55           | 8      | 2      | 0      | 6      | 89     | 143    |